# Biografia do Pop/Rock
Biografia do Pop/Rock   é uma compilação em duplo CD que reúne bandas portuguesas entre 1960 e início dos anos 80.  Editado em 1997 pela Movieplay. 
Este álbum retrata a história do pop rock em Portugal desde os anos 60 até à chegada do chamado Boom do Rock Português em 1980. Com coordenação e seleção das canções  do jornalista Luís Pinheiro de Almeida,  esta compilação junta 30 singles cujas edições originais se tornaram verdadeiras raridades. 

## Faixas

### CD 1
1. Page One -  Pop Five Music Incorporated
2. Esquece (Hully Gully) -   Os Ekos
3. Era um Biquini Piquinino às Bolinhas Amarelas -  Pedro Osório e Seu Conjunto
4. O Júlio é um Duro -  Albatroz
5. Let Me Live My Life -  Jets
6. Meu Amor Vamos Conversar os Dois -  Adelaide Ferreira
7. Festival -  Arte & Ofício
8. A Bananeira -  Petrus Castrus
9. I'm a Believer -  Os Chinchilas
10. Canção da Beira Baixa -  Os Titãs
11. Vendaval-Rumba Rock -  Gonçalo de Lucena e Conjunto Nova Onda
12. Amar,Viver,Sonhar-Shake -  Fernando Conde
13. O Dia em que te Vi - Hully Gully -  Conjunto Diamantes Negros
14. Nivran-Fox Blue -  Conjunto Académico Orfeu
15. Cristine Goes to Town -  Beatnicks

### CD 2
1. Missin'You -  Sheiks
2. Juntos Outra Vez -  Victor Gomes e Os Siderais
3. My Holiday Girl -  Mini Pop
4. Olhando para o Céu-Slow Twist -  Daniel Bacelar e Os Gentleman
5. California Dreamin -  Os Claves
6. Um Mau Rapaz -  UHF
7. Chevrolet -  The Strollers e Rueda+4
8. Totobola -  Rock & Varius
9. Al's -  Psico
10. Sansão foi Enganado -  Zeca do Rock e Conjunto Manuel Viegas
11. Os Teus Olhos, Senhora -  Os Charruas
12. O Autocarro do Amor -  Os Taras e Montenegro
13. Bailinho da Madeira-Bailinho Twist -  Os Demónios Negros
14. Festa -  Corpo Diplomático
15. Page One (Kingsize Remix) -  Pop Five Music Incorporated